# ONE NIGHT STAR
『ONE NIGHT STAR』（ワン ナイト スター）は、the ARROWSの6枚目のシングルである。

## 概要
- 前作から3ヶ月でのシングルとなる。

## 収録曲
全曲 作詞/作曲：坂井竜二
1. ONE NIGHT STAR
  - 家庭教師ヒットマンREBORN!の2ndエンディングテーマ
2. レディ グランプリ
3. ONE NIGHT STAR-CHERRYBOY FUNCTION&TRAKSBOYS REMIX-
編曲：CHRRYBOY FUNCTION&TRAKSBOYS
4. ナイトコール～JIVE JIVE -LIVE MIX＠代官山UNIT 2006.11.10 25:00 club snoozer

## 収録アルバム
- GUIDANCE FOR LOVERS（2007年12月5日）
- 家庭教師ヒットマンREBORN! OPENING & ENDING THEME SONGS 〜vsヴァリアー編までのアニメ主題歌をフルで聴け!〜（2008年2月20日）